# Peter Hauser (Autor)

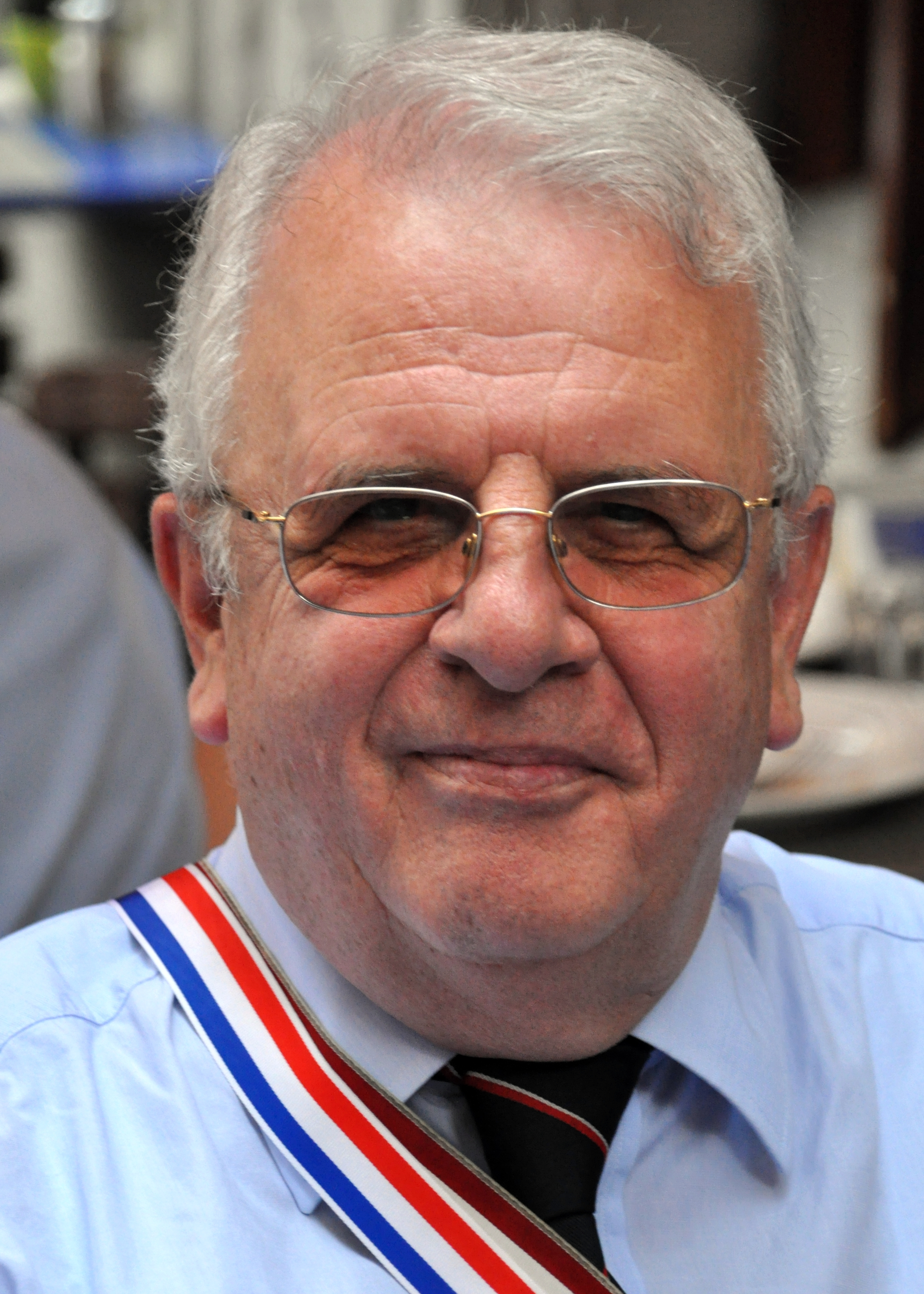
Peter Hauser (2010)

Peter Hauser (* 8. Februar 1943 in Winterthur; † 15. Mai 2025 in Winterthur) war ein Schweizer Rechtsanwalt und Studentenhistoriker.

## Leben
Hauser absolvierte die Matura in Winterthur und studierte Rechtswissenschaft an der Universität Zürich und der Ludwig-Maximilians-Universität München. Er ist Mitglied des  Corps Cisaria (1967) und Gründungsphilister, sowie Ehrenmitglied der Tigurinia II (2007). In Zürich promovierte er zum Dr. iur. utr.
Nach einem längeren Praktikum beim Bezirksgericht Winterthur legte er das Anwaltsexamen ab. 1975 trat er in das väterliche Anwaltsbüro, das der Grossvater 1904 gegründet hatte. Er wurde 1979 Partner und 2003 Inhaber. Er ist verheiratet mit Sandra geb. Lienhard, Tochter des Bildhauers Robert Lienhard. Aus Familientradition diente er bei der Artillerie der Schweizer Armee. Zuletzt war er Oberst und Artilleriechef der Zürcher Felddivision 6.
Er war Archivar der (gymnasialen) Mittelschulverbindung Vitodurania. Sein Spezialgebiet als Studentenhistoriker ist die Geschichte des Duells, der Mensur und des Paukarztwesens.

## Schriften
als Verfasser
- Der Erbteilungsvertrag (= Zürcher Beiträge zur Rechtswissenschaft. Heft 422). Schulthess, Zürich 1973.
- Disziplinarstrafordnung – das militärische Disziplinarstrafrecht Allgemeine Schweizerische Militärzeitschrift, Frauenfeld 1981; 5. Auflage. mit Stefan Flachsmann und Hans Munz: Dike, Zürich 2008, ISBN 978-3-03751-093-3.
- mit Wälle Gross (Hrsg.): Festchronik 125 Jahre Vitodurania. Ziegler, Winterthur 1988.
- Studentisches Brauchtum unter besonderer Berücksichtigung der Vitodurania. Winterthur 1998.
- Die Säbelmensur in Deutschland, in der Schweiz und in Österreich. Einst und Jetzt, Bd. 50 (2005), S. 71–131.
- Ehrennotwehr oder Säbelaffären in der k.u.k. Monarchie und im Deutschen Reich. Eigenverlag, Winterthur 2007.
- Über das militärische und bürgerliche Duell in Deutschland und seine Regelwerke. Eigenverlag. Winterthur 2009
- Über das Duell in der k.u.k. Monarchie und seine Regelwerke. Eigenverlag, Winterthur 2009.
- Über das Duell in Frankreich im 19. und 20. Jahrhundert und seine Regelwerke. Eigenverlag, Winterthur 2009.
- Schießen, knallen, knipsen. Die Pistolenmensur in Deutschland, Österreich, im Baltikum und in der Schweiz. Einst und Jetzt, Bd. 57 (2012), S. 135–302.
- General Ulrich Wille als Corpsstudent. Einst und Jetzt, Bd. 58 (2013), S. 141–158.
- Hohenzollern als Corpsstudenten in Bonn. WJK-Verlag, Hilden 2014.
- Die Säbelmensur in Deutschland, in der Schweiz und in Österreich. WJK-Verlag, Hilden 2017, ISBN 978-3-944052-75-5.
- Zur Strafbarkeit von Duell und Mensur in der Schweiz – einst und jetzt. Einst und Jetzt, Bd. 65 (2020), S. 233–258.
- Vademecum für Vitoduraner. Ein Streifzug durch das Verbindungswesen im Allgemeinen und das Brauchtum der Vitodurania im Besonderen Eigenverlag, Winterthur 2023

als Herausgeber
- Schmisse, Lappen, Knochensplitter – Paukärztliche Schriften des 19. Jahrhunderts. 2. Auflage. WJK-Verlag, Hilden 2005, ISBN 3-933892-91-0.
- Vom Paukanten zum Patienten. Weitere Paukärztliche Schriften des 19. Jahrhunderts. WJK-Verlag, Hilden 2007, ISBN 978-3-933892-18-8.
- Hat ein Schmiss gesessen … Fünf Doktorarbeiten zum Thema Mensurverletzungen. WJK-Verlag, Hilden 2008, ISBN 978-3-933892-09-6.
- Der Kösener S.C. Reprint der 1. Auflage 1911. WJK-Verlag, Hilden 2014.

## Ehrenämter
- Gründungsmitglied und Präsident des Lions-Club Winterthur-Wyland (1983 bzw. 1984/85)
- Präsident der Offiziersgesellschaft Winterthur und Umgebung (1978/79)
- Vizepräsident der Kantonalen Offiziersgesellschaft Zürich (1979–1986)
- Ehrenpräsident der Alt-Vitodurania (seit 1996)
- Stubenmeister (Präsident) der Herrenstuben-Gesellschaft zu Winterthur (1999–2014)